# Sherford
Sherford est une ville nouvelle d'Angleterre dans le Devonshire.

## Géographie
Elle est située dans la circonscription South West Devon.

## Histoire
La construction de la ville a commencé août 2015,.